# Diócesis de Viseu
La diócesis de Viseu o de Viseo (en latín: Dioecesis Visensis y en portugués: Diocese de Viseu) es una circunscripción eclesiástica de la Iglesia católica en Portugal. Se trata de una diócesis latina, sufragánea de la arquidiócesis de Braga. Desde el 3 de mayo de 2018 su obispo es António Luciano dos Santos Costa.

## Territorio y organización

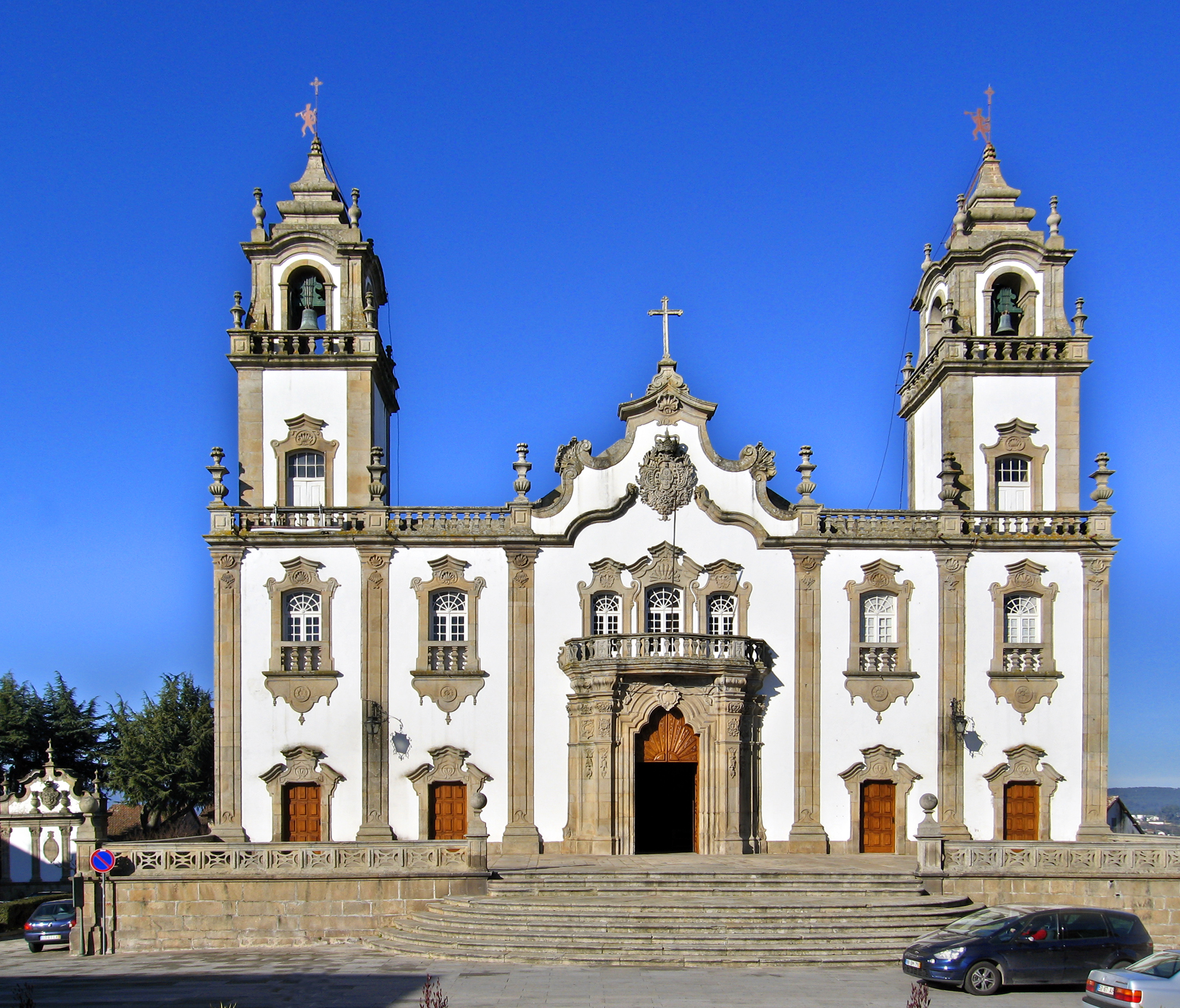
Iglesia de la Misericordia, en Viseu, del siglo XVIII

La diócesis tiene 3400 km² y extiende su jurisdicción sobre los fieles católicos de rito latino residentes en la parte meridional del distrito de Viseo.

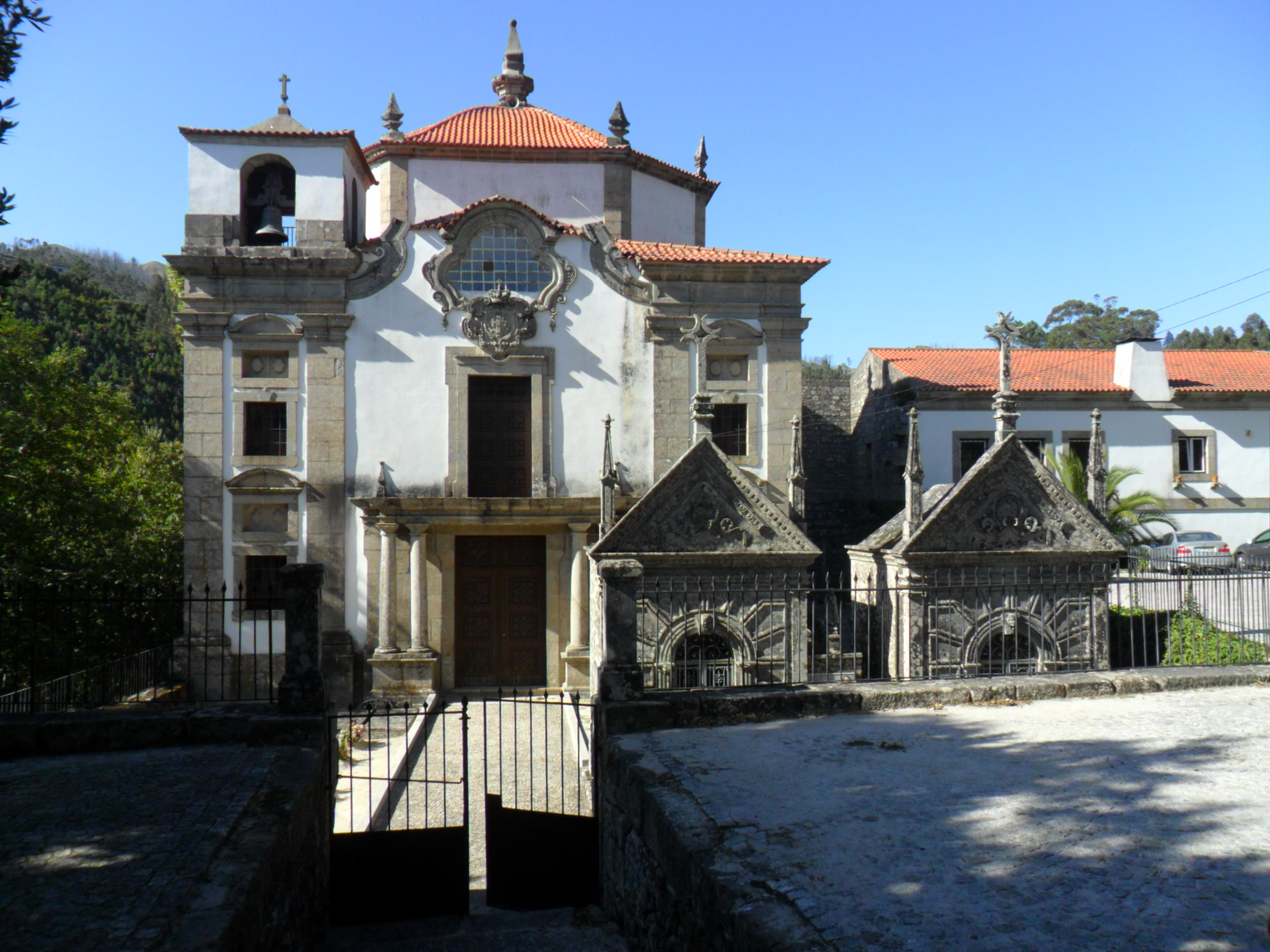
La iglesia del monasterio cisterciense de São Cristóvão, en Lafões, en el municipio de São Pedro do Sul, fundado en la primera mitad del, se encuentra entre los monasterios más antiguos de la diócesis de Viseu

La sede de la diócesis se encuentra en la ciudad de Viseu (o Viseo), en donde se halla la Catedral de Santa María.
En 2020 en la diócesis existían 208 parroquias agrupadas en 17 arciprestazgos a su vez agrupados en 5 zonas pastorales:
- zona pastoral de Viseu, con los arciprestazgos de Viseu ciudad, Viseu rural I, Viseu rural II y Môes;
- zona pastoral de Lafões, con los arciprestazgos de São Pedro do Sul, Oliveira de Frades y Vouzela;
- zona pastoral de Besteiros, con los arciprestazgos de Besteiros, Tondela y Santa Comba Dão;
- zona pastoral de Beira Alta, con los arciprestazgos de Carregal do Sal, Nelas, Mangualde y Fornos de Algodres;
- zona pastoral de Dão, con los arciprestazgos de Aguiar da Beira, Penalva do Castelo y Sátão.

## Historia
No es posible determinar cuándo llegó el cristianismo a la región de Viseu y cuándo se establecieron las estructuras eclesiásticas. La diócesis está atestiguada a partir de la segunda mitad del siglo VI, durante la dominación sueva. La primera constancia documental data del 572, año en que el obispo Remissol participó en el Concilio de Braga; sin embargo, es posible suponer que la diócesis ya existía en 561, año del primer Concilio de Braga. Originalmente era sufragánea de la arquidiócesis de Augusta Emérita (hoy archidiócesis de Mérida-Badajoz), capital de la antigua provincia romana de Lusitania.
El territorio original era bastante extenso e incluso incluía la ciudad de Augustóbriga, la actual ciudad española de Ciudad Rodrigo. En el siglo VII Viseu cedió una parte de su territorio en para la erección de la diócesis de Caliabria.
En 713/714 la ciudad de Viseu fue conquistada por los árabes, que destruyeron la antigua catedral diocesana. Las excavaciones arqueológicas realizadas en 1987 sacaron a la luz los restos de este antiguo edificio de los siglos V-VI. La ciudad fue reconquistada por los cristianos en la segunda mitad del siglo IX; en esa ocasión se reconstruyó la catedral y se restauró la diócesis; en ese período se reanudó también la serie de obispos, que se había interrumpido a principios del siglo VIII. A finales del siglo X Viseu fue nuevamente ocupada por los musulmanes y finalmente liberada por los cristianos en 1058.
El 24 de marzo de 1101, debido a la extrema pobreza del territorio después de la Reconquista, el papa Pascual II unió la diócesis de Viseu con la de Coímbra en virtud de la bula Apostolicae sedis, encomendándola al cuidado del obispo Mauricio, futuro antipapa con el nombre de Gregorio VIII. De hecho, la diócesis estaba gobernada por priores, delegados por el obispo de Coimbricense; entre ellos estuvo a Teodónio, que murió en 1112; san Teotonio, actual patrono de la diócesis; finalmente Honorio y Odório. Este último se convirtió en obispo de Viseu cuando el rey Afonso Henriques restableció la diócesis en 1147, separada de Coímbra.
Mientras tanto, el 27 de febrero de 1120, la diócesis había pasado a formar parte de la provincia eclesiástica de la arquidiócesis de Braga por decisión del papa Inocencio III, que había puesto fin a una larga disputa entre los metropolitanos de Braga y Santiago de Compostela.
La reconstrucción de la catedral en su forma actual se debe al obispo Egas (1288-1313). El obispo Luís do Amaral se destacó en el Concilio de Basilea por su adhesión a las ideas conciliares, lo que le costó su destitución de la sede de Viseu en 1439. En el siglo XVI se destacó en particular el obispo Miguel da Silva, un gran erudito, embajador del Gobierno portugués en Roma, finalmente creado cardenal. Los obispos Jorge de Ataíde y Nuno de Noronha fueron los primeros en implementar las decisiones reformadoras del Concilio de Trento; Nuno de Noronha también es responsable por el establecimiento del seminario diocesano, el primero de Portugal (en 1587).
La diócesis permaneció vacante durante mucho tiempo entre 1639 y 1670, debido a las dificultades que encontró la Santa Sede para reconocer la independencia de Portugal en 1640, debido a las presiones del Gobierno español. Dos períodos más de vacancia ocurrieron en el siglo XVIII, por un total de 25 años, debido a desacuerdos entre la Santa Sede y el Gobierno portugués.
El 10 de julio de 1770 Viseu cedió una parte de su territorio, incluidos los arciprestazgos de Castelo Mendo, Pinhel y Trancoso con un total de 92 parroquias, para la erección de la diócesis de Pinhel mediante el breve Apostolicae Sedi del papa Clemente XIV.
En 1881, con motivo de la reorganización de las diócesis portuguesas realizada con la bula Gravissimum Christi del papa León XIII, la diócesis contaba con 208 parroquias con 246 242 fieles.
El 24 de agosto de 1938 cedió otra porción de su territorio, el municipio de Sever do Vouga, para la restauración de la diócesis de Aveiro mediante la bula Omnium ecclesiarum del papa Pío XI.

## Estadísticas
Según el Anuario Pontificio 2021 la diócesis tenía a fines de 2020 un total de 258 000 fieles bautizados.
| Año                                                                             | Población            | Población | Población      | Sacerdotes | Sacerdotes    | Sacerdotes    | Bautizados por sacerdote | Diáconos permanentes | Religiosos | Religiosos | Parroquias |
| Año                                                                             | Bautizados católicos | Total     | % de católicos | Total      | Clero secular | Clero regular | Bautizados por sacerdote | Diáconos permanentes | Varones    | Mujeres    | Parroquias |
| ------------------------------------------------------------------------------- | -------------------- | --------- | -------------- | ---------- | ------------- | ------------- | ------------------------ | -------------------- | ---------- | ---------- | ---------- |
| 1950                                                                            | 300 000              | 300 498   | 99.8           | 225        | 225           |               | 1333                     |                      |            | 127        | 201        |
| 1969                                                                            | 305 488              | 306 434   | 99.7           | 228        | 219           | 9             | 1339                     |                      | 11         | 196        | 151        |
| 1980                                                                            | 316 000              | 329 000   | 96.0           | 193        | 185           | 8             | 1637                     |                      | 11         | 167        | 203        |
| 1990                                                                            | 315 000              | 326 000   | 96.6           | 198        | 185           | 13            | 1590                     |                      | 16         | 140        | 205        |
| 1999                                                                            | 269 519              | 280 709   | 96.0           | 187        | 165           | 22            | 1441                     |                      | 29         | 134        | 207        |
| 2000                                                                            | 272 355              | 283 703   | 96.0           | 184        | 163           | 21            | 1480                     |                      | 37         | 137        | 207        |
| 2001                                                                            | 313 776              | 330 291   | 95.0           | 184        | 165           | 19            | 1705                     |                      | 36         | 131        | 207        |
| 2002                                                                            | 254 202              | 267 581   | 95.0           | 183        | 163           | 20            | 1389                     |                      | 36         | 128        | 207        |
| 2003                                                                            | 278 773              | 293 445   | 95.0           | 176        | 156           | 20            | 1583                     |                      | 40         | 128        | 207        |
| 2004                                                                            | 270 463              | 284 698   | 95.0           | 173        | 152           | 21            | 1563                     |                      | 39         | 128        | 229        |
| 2010                                                                            | 261 700              | 270 000   | 96.9           | 159        | 144           | 15            | 1645                     |                      | 21         | 135        | 208        |
| 2014                                                                            | 263 500              | 272 000   | 96.9           | 151        | 135           | 16            | 1745                     | 10                   | 22         | 135        | 208        |
| 2017                                                                            | 257 000              | 265 331   | 96.9           | 140        | 124           | 16            | 1835                     | 9                    | 23         | 79         | 208        |
| 2020                                                                            | 258 000              | 266 000   | 97.0           | 132        | 116           | 16            | 1954                     | 9                    | 35         | 78         | 208        |
| Fuente: Catholic-Hierarchy, que a su vez toma los datos del Anuario Pontificio. |                      |           |                |            |               |               |                          |                      |            |            |            |